# Aire-la-Ville
Aire-la-Ville és un municipi suís del cantó de Ginebra.